# 친정 아버지
친정 아버지는 1971년 공개된 대한민국의 영화이다.

## 배역
- 신영균
- 윤정희
- 신성일